# Trofeo de Campeones de la Liga Profesional 2021
El Trofeo de Campeones de la Liga Profesional 2021 fue la segunda edición de esta copa nacional organizada por la Asociación del Fútbol Argentino. Se enfrentaron River Plate, campeón de la Liga Profesional 2021, contra Colón, el campeón de la Copa de la Liga 2021. El partido se disputó en el estadio Único Madre de Ciudades, de Santiago del Estero, el 18 de diciembre.

## Equipos clasificados
| River Plate | Campeón de la Liga Profesional 2021            |
| Colón       | Campeón de la Copa de la Liga Profesional 2021 |

## Partido
| 18 de diciembre de 2021, 21:10 | River Plate                                      | 4:0 (1:0) | Colón | Estadio Único Madre de Ciudades, Santiago del Estero |                              |
|                                | Álvarez 12' 42' · Rollheiser 67' · Carrascal 79' | Reporte   |       | Árbitro(s): Patricio Loustau                         | Árbitro(s): Patricio Loustau |

#### Ficha
| 1          | POR        | Franco Armani      |     |
| 2          | DEF        | Robert Rojas       |     |
| 17         | DEF        | Paulo Díaz         |     |
| 6          | DEF        | David Martínez     |     |
| 20         | DEF        | Milton Casco       |     |
| 13         | MED        | Enzo Fernández     | 76' |
| 5          | MED        | Bruno Zuculini     |     |
| 31         | MED        | Santiago Simón     | 76' |
| 8          | MED        | Agustín Palavecino | 62' |
| 26         | MED        | José Paradela      | 76' |
| 9          | DEL        | Julián Álvarez     |     |
| Entrenador | Entrenador | Marcelo Gallardo   |     |

| 1          | POR        | Leonardo Burián    |     |
| 21         | DEF        | Eric Meza          | 63' |
| 2          | DEF        | Bruno Bianchi      |     |
| 6          | DEF        | Paolo Goltz        |     |
| 40         | DEF        | Rafael Delgado     |     |
| 11         | MED        | Alexis Castro      |     |
| 14         | MED        | Federico Lértora   |     |
| 29         | MED        | Rodrigo Aliendro   |     |
| 23         | MED        | Christian Bernardi | 63' |
| 16         | MED        | Cristian Ferreira  | 63' |
| 10         | DEL        | Facundo Farías     | 81' |
| Entrenador | Entrenador | Eduardo Domínguez  |     |

| 10 | MED | Jorge Carrascal     | 62' |
| 23 | MED | Leonardo Ponzio     | 76' |
| 33 | MED | Tomás Galván        | 76' |
| 30 | DEL | Benjamín Rollheiser | 76' |

| 9  | DEL | Lucas Beltrán      | 63' |
| 30 | MED | Santiago Pierotti  | 63' |
| 4  | DEF | Facundo Mura       | 63' |
| 18 | DEL | Nicolás Leguizamón | 81' |

| Anotado | 40' | Julián Álvarez      | 1:0 |
| Anotado | 57' | Julián Álvarez      | 2:0 |
| Anotado | 83' | Benjamín Rollheiser | 3:0 |
| Anotado | 89' | Jorge Carrascal     | 4:0 |

| Amonestado | 6'  | David Martínez |
| Amonestado | 20' | Bruno Zuculini |

| Amonestado | 31' | Alexis Castro    |
| Amonestado | 36' | Federico Lértora |
| Amonestado | 81' | Paolo Goltz      |

| Expulsado | 90' | Rafael Delgado |

| Árbitro             | Patricio Loustau      |
| Árbitros asistentes | Juan Pablo Belatti    |
| Árbitros asistentes | Maximiliano Del Yesso |
| Cuarto árbitro      | Pablo Echavarría      |
| Quinto árbitro      | Lucas Germanotta      |

| 1          | POR        | Franco Armani      |     |
| 2          | DEF        | Robert Rojas       |     |
| 17         | DEF        | Paulo Díaz         |     |
| 6          | DEF        | David Martínez     |     |
| 20         | DEF        | Milton Casco       |     |
| 13         | MED        | Enzo Fernández     | 76' |
| 5          | MED        | Bruno Zuculini     |     |
| 31         | MED        | Santiago Simón     | 76' |
| 8          | MED        | Agustín Palavecino | 62' |
| 26         | MED        | José Paradela      | 76' |
| 9          | DEL        | Julián Álvarez     |     |
| Entrenador | Entrenador | Marcelo Gallardo   |     |

| 1          | POR        | Leonardo Burián    |     |
| 21         | DEF        | Eric Meza          | 63' |
| 2          | DEF        | Bruno Bianchi      |     |
| 6          | DEF        | Paolo Goltz        |     |
| 40         | DEF        | Rafael Delgado     |     |
| 11         | MED        | Alexis Castro      |     |
| 14         | MED        | Federico Lértora   |     |
| 29         | MED        | Rodrigo Aliendro   |     |
| 23         | MED        | Christian Bernardi | 63' |
| 16         | MED        | Cristian Ferreira  | 63' |
| 10         | DEL        | Facundo Farías     | 81' |
| Entrenador | Entrenador | Eduardo Domínguez  |     |

| 10 | MED | Jorge Carrascal     | 62' |
| 23 | MED | Leonardo Ponzio     | 76' |
| 33 | MED | Tomás Galván        | 76' |
| 30 | DEL | Benjamín Rollheiser | 76' |

| 9  | DEL | Lucas Beltrán      | 63' |
| 30 | MED | Santiago Pierotti  | 63' |
| 4  | DEF | Facundo Mura       | 63' |
| 18 | DEL | Nicolás Leguizamón | 81' |

| Anotado | 40' | Julián Álvarez      | 1:0 |
| Anotado | 57' | Julián Álvarez      | 2:0 |
| Anotado | 83' | Benjamín Rollheiser | 3:0 |
| Anotado | 89' | Jorge Carrascal     | 4:0 |

| Amonestado | 6'  | David Martínez |
| Amonestado | 20' | Bruno Zuculini |

| Amonestado | 31' | Alexis Castro    |
| Amonestado | 36' | Federico Lértora |
| Amonestado | 81' | Paolo Goltz      |

| Expulsado | 90' | Rafael Delgado |

| Árbitro             | Patricio Loustau      |
| Árbitros asistentes | Juan Pablo Belatti    |
| Árbitros asistentes | Maximiliano Del Yesso |
| Cuarto árbitro      | Pablo Echavarría      |
| Quinto árbitro      | Lucas Germanotta      |

|                                 |
|                                 |
| Campeón River Plate 1.er título |